# Королівська романтика (фільм, 1917)
Королівська романтика (англ. A Royal Romance) — американська кінокомедія режисера Джеймса Вінсента 1917 року.

## У ролях
- Вірджинія Пірсон — принцеса Сільвія
- Ройс Кумбс — її брат
- Ірвінг Каммінгс — імператор Максиміліан
- Чарльз Крейг — лорд Фіцрой
- Нора Сесіл — міс МакФерсон
- Грейс Хендерсон — герцогиня Марсія
- Неллі Слеттері — баронеса Максін
- Алекс Шеннон — Прем'єр-міністр
- Еміль Де Верні — Марко Ромеро